# アイドリング!!!西へ!東へ!!ミステリィツアーング!!!2013
『アイドリング!!!西へ!東へ!!ミステリィツアーング!!!2013』（アイドリング!!!にしへ!ひがしへ!!ミステリィツアーング!!!2013）は、日本の女性アイドルグループ・アイドリング!!!のライブBlu-ray Disc。2013年9月18日にポニーキャニオンからリリースされた。

## 背景・リリース
2013年4月13日のZepp Tokyo公演を皮切りに、5月3日:Zepp NambaOSAKA、6月1日:Zepp DiverCityのライブツアーを収録した2枚組Blu-ray Disc。Disk-1は各公演からの編集版、Disk-2はZepp DiverCity夜公演のフル収録となっている。ほか、オリジナルポストカード1枚（3種の内ランダム1種）の封入特典が付く。
Zeppのライブツアーは昨年に続き二度目で、今回は「何かが起こる」という趣旨がツアータイトルになっており、各公演でサプライズが披露された。
主なサプライズ
- 初日昼公演で、横山ルリカのソロデビューがアナウンスされた[2]。
- 初日夜公演で、新メンバー募集（のちのアイドリングNEO）を発表[3]。
- 最終昼公演で、アイドリング!!!20thシングルに、女性アイドルグループ・さくら学院メンバー田口華の楽曲参加を発表[4]。
- 最終夜公演で、遠藤舞のソロデビューがアナウンスされた[5]。

## 出演者
- 遠藤舞、外岡えりか、横山ルリカ、河村唯、長野せりな、酒井瞳、朝日奈央、菊地亜美、三宅ひとみ、橘ゆりか、大川藍、橋本楓、倉田瑠夏、伊藤祐奈、後藤郁、尾島知佳、高橋胡桃、石田佳蓮、玉川来夢、清久レイア

MC参加
- 森本さやか (アナウンサー)

## 収録曲
Disk-1 Zepp Tokyo昼公演
1. 目には青葉 山ホトトギス 初恋
2. 犯人はあなたです♡
3. 春色の空
4. サヨナラ純情
Zepp Tokyo夜公演
5. レモンドロップ
6. Iのスタンダード
7. Secret Xmas
Zepp NambaOSAKA昼公演
8. ラブマジック♡フィーバー
Zepp NambaOSAKA夜公演
9. 4U
10. 放課後テレパシィ
11. 「職業:アイドル。」
12. サラサラ★キューティコー
13. アルファベットでこれなんだ!?〜保健室大作戦〜
14. まけへんで
Zepp DiverCity昼公演
15. Stay with me
16. プールサイド大作戦
17. 無条件☆幸福
18. Walk My Way (横山ルリカ)
19. 百花繚乱アイドリング!!!
20. ガンバレ乙女（笑）
21. Like a shooting star
22. Don't think. Feel !!! (アンコール)
23. 「職業:アイドル。」(アンコール)
24. friend (アンコール)

Disk-2 Zepp DiverCity夜公演
1. さくらサンキュー
2. 苺牛乳
3. 女神のパルス
4. バッキューン!
5. GO EAST!!! GO WEST!!!
6. Walk My Way (横山ルリカ)
7. voice
8. S.O.W. センスオブワンダー
9. 無条件☆幸福
10. 恋の20連鎖!!
11. EZ DO DANCE
12. 告白
13. eve
14. レイニィガール
15. Iのスタンダード
16. Don't be afraid
17. やらかいはぁと
18. MAMORE!!! (アンコール)
19. One Up!!! (アンコール)
20. さよなら・またね・だいすき (アンコール)